# آرتور بریدیل کیت
آرتور بریدیل کیت (انگلیسی: Arthur Berriedale Keith; ۵ آوریل ۱۸۷۹ – ۶ اکتبر ۱۹۴۴) زبان‌شناس، مورخ، مترجم، و استاد دانشگاه اهل بریتانیا بود.